# Dhāl
Dhāl (en arabe ذَال, dhāl ou ḏāl, ou simplement ذ) est la 9e lettre de l'alphabet arabe.
Sa valeur numérique dans la numération Abjad est 700.
Son caractère Unicode est 0630.